# Paul Kayser (Jurist)

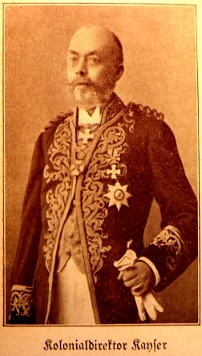
Photographie vom 21. Mai 1894

Paul Kayser (* 9. August 1845 in Oels; † 13. Februar 1898 in Leipzig) war ein deutscher Jurist und Beamter. Er war von 1890 bis 1896 Leiter der Kolonialabteilung im Auswärtigen Amt und anschließend Senatspräsident am Reichsgericht. Er wurde von Otto von Bismarck protegiert, hat aber 1890 zum Sturz des Kanzlers beigetragen. Als Anhänger des Neuen Kurses geriet er zunehmend in Gegensatz zu den Alldeutschen und reichte resigniert seinen Rücktritt ein. Wegen seiner jüdischen Herkunft war er antisemitischen Angriffen ausgesetzt.

## Tätigkeit als Jurist
Kayser stammte aus einer jüdischen Familie und konvertierte 1882 zum Protestantismus. Sein elf Jahre älterer Onkel mütterlicherseits, der Rechtsprofessor Baron, wurde evangelisch aufgezogen, sodass möglicherweise auch Kaysers Großeltern mütterlicherseits bei der Gelegenheit zum Christentum übergetreten waren. Jedenfalls hatte Kayser später große Konflikte mit seinem Vater und war froh, dass dieser nicht zum (christlichen) Begräbnis der Großmutter kam.
Als Taufspender für sich und seinen ca. 15 Jahre jüngeren Bruder Ernst, gleichfalls Jurist und vor seinem frühen Tod 1895 preußischer Amtsrichter, wählte Kayser den markanten liberalen Protestanten Pastor Theodor Hossbach, gegen dessen Ernennung zum Oberkonsistorialrat Kaiser Wilhelm I. als Landesvater persönlich eingeschritten war. Obwohl die Taufe damit also nicht aus Karrieregründen erfolgt sein kann, wurde ihm das schon seinerzeit und später immer wieder vorgeworfen, sowohl 1886 von der orthodox jüdischen Laubhütte als auch 1891 von dem geisteskranken Antisemiten Carl Paasch.
Nach dem Besuch des Gymnasiums studierte er Rechtswissenschaften in Breslau und Berlin. Da er aufgrund einer langwierigen chronischen Erkrankung schon im Schulkindalter hinkte wurde er 1866 nicht zum Wehrdienst eingezogen. Umso größer war sein intellektueller Ehrgeiz, mit dem er sowohl in Breslau als auch in Berlin jeweils Preisaufgaben der juristischen Fakultät gewann. Die Berliner Arbeit baute er dann 1868 zu seiner Promotion, schon nach sechs Studiensemestern, über das lübische Recht aus, verfasst in lateinischer Sprache.
Danach trat er in den preußischen Justizdienst ein. Zunächst Assessor in Königsberg, wechselte er 1873 als Gerichtsassessor in den Justizdienst im Reichsland Elsaß-Lothringen. Er war dort am Landgericht in Straßburg beschäftigt. Im 1875 kehrte er in den preußischen Justizdienst zurück und war am Stadtgericht in Berlin tätig. Er wurde 1879 Richter am Landgericht Berlin I.
Bei der Straßburger Tätigkeit erwarb er sich natürlich besondere Kenntnisse auf dem Gebiet des Zusammenwirkens verschiedener Rechtsordnungen, französischem Recht, Besatzungsrecht und Reichsrecht, Kenntnisse, die ihn später automatisch zur Bearbeitung solcher Probleme auch im Auswärtigen Amt führten und ihre natürliche Fortsetzung bei der Bearbeitung der rechtlichen Grundlagen der Kolonien und Schutzgebiete fanden. Als Jurist veröffentlichte er mehrere Arbeiten, unter anderem in enger Zusammenarbeit mit dem führenden liberalen Juristen Franz von Holtzendorff, zu dessen Hand- und Jahrbüchern er mit Grundsatzartikeln zum Presserecht und den Besonderheiten Elsaß-Lothringens beitrug. In Holtzendorffs „Rechtslexikon“ bearbeitete er auf sechs Seiten den Begriff des „Reichslandes“, praktisch schon ein Vorgriff auf die spätere Schutzgebietsgesetzgebung. Wie sein Onkel war er Mitglied der Rechtswissenschaftlichen Gesellschaft Berlin und hielt er dort mehrfach Vorträge.
Eine wichtige Rolle für seine weitere Karriere bildete die Tatsache, dass er in seiner Zeit in Straßburg als Repetitor den jüngeren Sohn des Reichskanzlers Otto von Bismarck, Wilhelm auf das juristische Staatsexamen vorbereitete. Zu Wilhelm von Bismarck bestand bis 1890 eine herzliche Beziehung, aus der im Nachlass Kaysers im Bundesarchiv Berlin über 100 Briefe erhalten sind. Auch seine Beziehung zu Philipp zu Eulenburg und anderen Persönlichkeiten gründete auf dieser Tätigkeit.

## Aufstieg im Staatsdienst
Wilhelm von Bismarck hatte seinen Vater auf Kayser aufmerksam gemacht und im Jahr 1880 wurde Kayser Regierungsrat im Reichsjustizamt. Dort hat er unter anderem maßgeblich an der Erarbeitung eines ersten Entwurfes für ein Aktiengesetz und des Genossenschaftsgesetzes teilgenommen. Seit 1884 war er vortragender Rat in der Reichskanzlei und geheimer Regierungsrat im Reichsversicherungsamt. Als Nachfolger Wilhelms von Bismarck, der damals als Landrat nach Hanau ging, wechselte er 1885 in das Auswärtige Amt. Bismarck schätzte ihn als „wandelndes juristisches Nachschlagewerk“ und Kayser wurde daher der neuen Rechtsabteilung zugeordnet. Zusammen mit dem späteren ersten Leiter der Kolonialabteilung Richard Krauel war Kayser, obwohl hierarchisch erst in einer mittleren Position, maßgeblich an der frühen Kolonialgesetzgebung beteiligt. Im Jahr 1888 wurde Kayser zum Geheimen Legationsrat ernannt. Ab dem 1. Oktober 1888 wurde er kommissarischer Vertreter der Landesverwaltung von Elsaß-Lothringen beim Bundesrat. Durch diese Tätigkeit entstand rasch ein außerordentlich enges und vertrauensvolles Verhältnis zum damaligen Statthalter Chlodwig von Hohenlohe-Schillingsfürst, was Kayser nach Hohenlohes Ernennung zum Reichskanzler im Oktober 1894 für seine Tätigkeit als Leiter der Kolonialabteilung zugutekam. Mit der Kanzlerschaft Hohenlohes gab Kayser diese kommissarische Vertretung ab, erhielt dafür aber dieselbe Funktion für die Vertretung Preußens. Im Sommer 1889 war er mit der vertretungsweisen Leitung der Reichskanzlei beauftragt. Er musste in den letzten Jahren der Herrschaft Bismarcks bei so fragwürdigen Aktionen wie der Geffcken-Affäre und der Wohlgemuth-Affäre tätig sein. Sein weiterer Aufstieg im Februar 1890 (Stellvertretung des Staatssekretärs des Staatsrates) erfolgte bereits in Zusammenhang mit seiner Mitwirkung bei Kaiser Wilhelms II. sozialpolitischen Initiativen vor der Reichstagswahl Februar 1890 (Arbeitererlasse).

## Rolle bei der Ablösung Bismarcks
Kayser stand seit 1888 dem Kreis um Wilhelm II., insbesondere Friedrich von Holstein und Philipp Graf Eulenburg nahe. In der Ablösungskrise spielte Kayser eine gewisse Rolle dadurch, dass ihn Eulenburg auf dem Höhepunkt des Konflikts des Kaisers mit Bismarck damit beauftragte, für Wilhelm eine „Ausarbeitung zur Arbeiterfrage“ anzufertigen. Von der damaligen arbeiterfreundlichen Haltung des Kaisers war Kayser mit seinen eigenen linksliberalen Neigungen begeistert, die Eulenburg gegenüber Wilhelm II. zur Warnung veranlassten, Kayser sei „nach der liberalen und weltbeglückenden Seite ein klein wenig Durchgänger.“ Der Kaiser schrieb den Entwurf Kaysers wortwörtlich ab und gab Kaysers Programm als „Ausarbeitung S.M. des Kaisers zur Arbeiterfrage“ aus. Später wurden daraus umgearbeitet die Februarerlasse. Kayser – der im inneren Kreis um Wilhelm II. zur Unterscheidung zu Wilhelm „der kleine Kayser“ genannt wurde – hat den Kurs Wilhelms auch den folgenden Intrigen, die zum Sturz Bismarcks führten, unterstützt. Wilhelm ernannte Kayser zum Sekretär und persönlichen Berichterstatter bei der internationalen Arbeiterschutzkonferenz.
Der erzkonservative General Alfred von Waldersee machte den ehemaligen Erzieher von Wilhelm II. Georg Ernst Hinzpeter, Kayser und Schottmüller für die Linkswendung des Kaisers verantwortlich. Ähnlich dachten auch andere hohe Militärs und vermuteten dahinter unbekannte Einflüsse. Eulenburg und Holstein waren sich einig darin, Kayser „eine Warnung zu erteilen“. Damit Kayser nicht sogar für Marschall oder Caprivi eine Gefahr werde, solle er besser zum Chef der Kolonialabteilung ernannt werden, damit er dadurch „teilweise unschädlich“ gemacht werde.
Kayser blieb ein engagierter Anhänger des Neuen Kurses, der darauf abzielte, durch sozialpolitische Erleichterungen die Sozialdemokratie auszutrocknen. Dies zeigte er insbesondere im Herbst 1894 bei der Behandlung der Umsturzvorlage, die zur Bekämpfung der Sozialdemokratie von der preußischen Regierung unter Botho zu Eulenburg eingereicht worden war. Caprivi hatte drei Gutachten angefordert. Die des Auswärtigen Amts wurde von Kayser angefertigt, der weiterhin auch der Rechtsabteilung zugeordnet war. Kayser rühmte den Neuen Kurs, „der so viel Gutes für den Arbeiterschutz und die Wohlfahrt der arbeitenden Klassen getan hat.“ Das geplante neue Ausnahmegesetz werde genauso wie das Sozialistengesetz Bismarcks scheitern und gerade die Verfolgung werde die Sozialdemokratie erneut stärken. Er legte die unsinnigen Vorstellungen der preußischen Regierung bloß, die in Konsequenz auf einen bürgerkriegsähnlichen Zustand mit Auflösung des Reichstags, Staatsstreich und Kündigung des Bundesvertrags hinausgelaufen wären. Er selbst freute sich, zur Verbesserung des ursprünglichen radikalen Vorschlages beigetragen zu haben. So trug er an führender Stelle dazu bei, dass die scharfmacherische Vorlage Puttkamers entschärft und verharmlost wurde, die schließlich nach langen Debatten am 11. Mai 1895 im Reichstag durchfiel. Hohenlohe habe sich auch in Fragen der allgemeinen Reichspolitik noch des Öfteren mit Kayser beraten.

## Direktor der Kolonialabteilung
Nach der Niederschlagung des Küstenaufstandes durch Wissmann hatte das Deutsche Reich Ostafrika von der Deutsch-Ostafrikanischen Gesellschaft (DOAG) übernommen und dieser Erwerb war im Sansibar-Vertrag durch England international anerkannt worden. Daraus ergab sich die Notwendigkeit der Einrichtung einer zentralen Verwaltungsbehörde. Bereits am 1. April 1890 war im Auswärtigen Amt eine Abteilung für koloniale Fragen eingerichtet worden, deren Leitung dann am 1. Juli 1890 Kayser übernahm. Kayser war bereits 1882 Stellvertreter des Vorsitzenden des Tana-Komitees der Gebrüder Dehnhardt gewesen, das eine deutsche Kolonie im Sultanat Witu anstrebte und 1885 erreichte, bis dieses im Sansibar-Vertrag 1890 als englisches Interessengebiet anerkannt wurde. Er war also schon lange kolonialpolitisch interessiert und schlug aus Begeisterung für die Kolonien die Stellung als Kommissar der Landesvertretung Elsass-Lothringens im Bundesrat aus, die ihm Hohenlohe als Statthalter wiederholt angeboten hatte. Seine Beziehungen zur Finanzwelt konnte er nutzen, als die DOAG, die damals ihrem Bankrott entgegenging, 1887 in eine reguläre Aktiengesellschaft umgewandelt wurde, bei der auch die Krone Anteile erwarb. Kayser war der Vertreter der Reichsregierung im Aufsichtsrat.
Die Abteilung blieb zwar de jure Teil des Auswärtigen Amtes, aber Kayser hatte das Recht zum Immediatvortrag beim Reichskanzler und konnte über ein eigenes Budget verfügen, das allerdings der vorherigen Genehmigung durch das Schatzamt unterlag und zum größten Teil bereits durch die Personalkosten der Schutztruppe und Marine sowie die Kosten der staatlichen Postdampfer ausgeschöpft war. Sein Einfluss bestand darin, dass er die rechtsstaatliche Ordnung der Zivilverwaltung mitgestalten konnte. Insofern die Kolonialpolitik aber auch Außenpolitik war, spielten die anderen Abteilungen des Auswärtigen Amtes eine stärkere Rolle als die Kolonialabteilung.
Zunächst Ministerialdirigent, später Direktor, baute Kayser die zivile Verwaltung auf. Der Kolonialrat wurde eingerichtet, mithilfe dessen er versuchte, Investoren für den Kolonien zu finden. Hier operierte Kayser noch ganz im Bismarckschen Sinne, der den Aufbau der Kolonien den Kapitalgesellschaften überlassen und dem Reich nur eine Schutzfunktion nach außen hin zusprechen wollte. Dieser Plan schlug allerdings fehl. Es bestand auf deutscher Seite ein ausgesprochener Kapitalmangel. Stattdessen entwickelte sich ein „Spekulationskapitalismus“: Kolonialgesellschaften wurden gegründet und deren Aktien an der Börse verkauft. Der „Gründungsgewinn“ wurde eingesteckt, ohne dass das Kapital in die Kolonien floss. Nachdem Kayser dies vor allen Dingen bei der Usambara-Eisenbahngesellschaft erlebt hatte, schob er dem durch eine Neuregelung der „Landfrage“ einen Riegel vor.
Die Gouverneure handelten als Vertreter des Kaisers oder Reichskanzlers und unterstanden nicht der Kolonialabteilung. So führte Gouverneur von Schele in alleiniger Absprache mit Reichskanzler Caprivi aufwendige Feldzüge, für deren Folgen (Nachtragshaushalte) dann Kayser im Reichstag geradezustehen hatte. Mit der Kanzlerschaft seines Gönners Hohenlohe erhielt Kayser freie Hand und durch Kabinettsorder vom 12. Dezember 1894 wurde „die Gesamtverwaltung der Schutzgebiete der Kolonialabteilung des Auswärtigen Amts unterstellt.“ Mit Rückenwind von oben versuchte Kayser nun noch mehr, in der Kolonialpolitik eigene Vorstellungen zu verwirklichen. In der „Kronlandverordnung“ vom 26. November 1895 wurden die Landrechte der Kolonialgesellschaften beträchtlich beschnitten und die einheimische Bevölkerung vor einem Ausverkauf ihres Landes geschützt.
Von Schele musste gehen, der sich nicht hatte unterordnen wollen. Als Nachfolger setzte Kayser den vergleichsweise liberalen Wissmann anstelle des imperialistischen Herrenmenschen Carl Peters durch. Bei den Skandalen um die brutalen Kolonialbeamten Wehlan und Leist hatte sich gezeigt, dass aufgrund des sozusagen extraterritorialen Status der „Schutzgebiete“ die rechtliche Handhabung schwierig war. Entgegen den Vorstellungen der preußischen Staatsregierung setzte Kayser die disziplinarische Verfolgung durch und sorgte schließlich mit der Verfügung des Reichskanzlers wegen Ausübung der Strafgerichtsbarkeit und der Disziplinargewalt gegenüber den Eingeborenen ... vom 22. April 1896 für einen ersten rechtlichen Schutz der einheimischen Bevölkerung. Obwohl es Lazarette der Marine gab, richtete Kayser auch zivile Krankenhäuser ein, in denen auch die einheimische Bevölkerung behandelt wurde. Besonders engagierte er sich persönlich beim Aufbau von Schulen für Afrikaner. Wie Wissmann und die Missionen glaubte Kayser an die Bildungsmöglichkeiten der afrikanischen Bevölkerung, während die Alldeutschen eine deutsche Einwanderung progagierten, die dann wie bei den Indianern in Nordamerika zu einem Aussterben der Afrikaner führen werde. Kayser lehnte die Einwanderung wegen der noch unbeherrschbaren Tropenkrankheiten ab. Auch hierüber hatte er sich auf seiner Besichtigungsreise 1892 in Deutsch-Ostafrika selbst ein Bild gemacht; eine zweite Reise unterblieb 1895 wegen einer Erkrankung.
In besonderer Weise förderte Kayser die Missionen durch Zollerleichterungen, vergünstigte Frachttarife und Landkonzessionen. Er wehrte sich im Reichstag am 11. Februar 1891 erfolgreich gegen die Bestrebungen der preußischen Protestanten nach konfessioneller Aufteilung der Missionsgebiete und sorgte in enger Zusammenarbeit mit dem Zentrumspolitiker Prinz von Arenberg und dem Journalisten und eigenständigen Kolonialpolitiker Eugen Wolf Anfang 1894 dafür, dass die katholischen Missionsorden trotz des fortbestehenden Jesuitengesetzes auf dem Reichsgebiet wieder Missionsschulen errichten durften.
Bis 1892 schien eine Aufgabe Deutsch-Südwestafrikas denkbar, da sich kein deutscher Kapitalgeber engagieren wollte. Kayser empfahl Caprivi, das Angebot eines englischen Kapitalkonsortiums anzunehmen. Während Kayser auf seiner Inspektionsreise war, wurden im August 1892 ausgedehnte Landkonzessionen vereinbart; das Land stand für deutsche Siedler kaum mehr zur Verfügung und die Unterdrückung der einheimischen Bevölkerung führte in Konsequenz später zum Namakrieg. Von den Alldeutschen unter Führung des Reichstagsabgeordneten Graf von Arnim wurde Kayser trotz seiner Unschuld wegen dieses „Ausverkaufs deutschen Landes“ immer wieder kritisiert.
Die von Wissmann aufgebaute Schutztruppe war 1891 in die Marine eingegliedert worden. Nur in den Kolonien gab es Möglichkeiten für „schneidige“ Offiziere, sich bei den Rothe-Adler-Jagden auszuzeichnen, deren militärischer oder kolonialpolitischer Sinn in dem riesigen von Europäern ungenutzten Land fraglich war. Als Wissmann 1895 Gouverneur in Deutsch-Ostafrika wurde, blieb die Schutztruppe dem berüchtigten Oberst von Trotha unterstellt, der später maßgeblich den Genozid der Herero herbeiführen sollte, so dass Wissmann über die von ihm selbst aufgebaute Truppe nicht verfügen konnte. Kayser setzte, ein einzigartiger Vorgang in der Geschichte des Wilhelminischen Reiches, mit Beschluss des Reichstags vom 17. Juni 1896 durch, dass die bisher der Marine zugeordnete Schutztruppe nun als zivile Polizeitruppe den Gouverneuren unterstand. Die Kolonialbeamten hatten sich im Orientalischen Seminar in Berlin auf ihren Dienst vorzubereiten.

## Krügerdepesche
In Fragen der auswärtigen Beziehungen war Kayser dem Staatssekretär des Äußeren Marschall untergeordnet. Er schloss am 15. November 1893 mit England und am 15. März 1894 mit Frankreich Grenzabkommen im Kameruner Hinterland ab, in denen Deutschland seine aus Kapitalmangel nicht zu realisierenden Ansprüche auf Ländereien bis hin zum Tschad-See aufgab. Hiergegen protestierten sofort die Alldeutschen und es wurde Kayser auch persönlich verübelt, dass er wieder einmal gegenüber den anderen Kolonialmächten zu nachgiebig sei. Als er umgekehrt gemeinsam mit Frankreich 1895 erfolgreich gegen das Abkommen Englands mit dem Kongo-Staat vom 12. Mai 1894 protestierte, das England eine Verbindung nach Ägypten ermöglicht hätte, galt er in England als antienglischer Scharfmacher. Als in Berlin die Nachrichten vom Jameson Raid eintrafen, hatte er im Auftrag Marschalls zwischen 30. Dezember 1895 und 3. Januar 1896 insgesamt sieben Telegramme nach London und Pretoria zu entwerfen und am 3.1. dann auch die Krüger-Depesche als solche. Es ist nicht möglich, daraus einen eigenen Standort Kaysers in dieser Frage zu konstruieren, der als Untergebener Marschalls und des Kaisers handelte. Die von ihm formulierten Depeschen sind eher maßvoll und zurückhaltend. In dieser "Krügerdepesche" beglückwünschte der Kaiser Paul Krüger zum Sieg der Südafrikanischen Republik über "die bewaffneten Scharen, welche als Friedensstörer in Ihr Land eingebrochen sind", den er errungen habe, "ohne an die Hilfe befreundeter Mächte zu appellieren", womit eine Bereitschaft Deutschlands gegebenenfalls auch zu militärischer Unterstützung signalisiert war. Dies führte zu einer deutlichen Verschlechterung der Beziehungen zwischen Deutschland und Großbritannien.

## Rücktritt
Wegen der Einstellung von Carl Peters im Reichsdienst wurde Kayser von dem Alldeutschen Otto Arendt im Frühsommer 1895 erheblich unter Druck gesetzt. Nachdem Kayser sich im Reichstag im März 1896 beim Peters-Skandal von diesem distanziert hatte, war für die Alldeutschen das Maß voll und Arendt forderte in seinem "Deutschen Wochenblatt" seinen Rücktritt. Als Kayser am 2. Juni 1896 den Reichstag ohne ausreichende Vorbereitung veranlassen wollte, durch Genehmigung eines kleinen Nachtragshaushaltes in Konsequenz die "Neuguinea Compagnie" zu übernehmen, wurde das abgelehnt. Hansemann war einer der wenigen Kolonialisten, die tatsächlich aus eigenen Mitteln beträchtlich in die Kolonie investiert hatten, statt nur spekulative Aktiengeschäfte zu betreiben und auf staatliche Investitionen zu warten. Zum gleichen Zeitpunkt hatte Kayser sich gegen eine staatliche Übernahme der "Usambara-Eisenbahngesellschaft" ausgesprochen, deren Bankrott auch die DOAG in den Abgrund gerissen hätte. Trotz seiner Erfolge war seine Kolonialpolitik gescheitert: Wissmann, der in Ostafrika isoliert geblieben war, hatte sich resigniert zurückgezogen. Anfragen Kaysers wurden in den Kolonien nur mit Verzögerung beantwortet. Seine Bitte um eine offizielle Anerkennung als Zeichen fortbestehender kaiserlicher Gnade wurde nicht erfüllt, so dass er sich resigniert zurückzog und mithilfe der fortbestehenden Protektion durch Eulenburg und auch den Kaiser selbst die Stelle eines Senatspräsidenten beim Reichsgericht in Leipzig übernahm. Dieses persönliche Eingreifen Wilhelms II. war ein von den übergangenen Richtern des Reichsgerichts kritisierter „Präzedenzfall“, und es wurde die Erwartung ausgesprochen, „dass er sich nicht wiederholen möge.“ Von der Stellung wurde er enttäuscht, da seine neidischen Kollegen ihn schnitten.
Sein früher Tod an einer Herzkrankheit wurde bereits von den Zeitgenossen als seelisch bedingt betrachtet. Die von Otto Arendt 1895 gegen ihn ausgeübten Erpressungsmanöver wegen der Beschäftigung von Carl Peters spielten noch bis 1907 im Prozess von Carl Peters gegen den Redakteur Gruber von der "Münchner Post" eine Rolle, so dass sich Arendt mit einem Buch rechtfertigen musste.
Kayser hielt länger auf seinem Posten aus als irgendeiner seiner Nachfolger. Nur Bernhard Dernburg unternahm nach ihm noch einmal solch eine Inspektionsreise nach Afrika. Gleich nach seinem Rücktritt gelang es Kaysers Feind, dem Alldeutschen Karl von der Heydt nun doch, das Reich zur Übernahme der „Usambara-Bahn“ zu bewegen; Gouverneur Puttkamer versuchte sofort, die Eingeborenenschulen in Kamerun schließen zu lassen und es gab wieder spekulativ ausgerichtete Neugründungen von Kapitalgesellschaften. Kaysers Nachfolger von Richthofen gab nach einem Jahr wieder auf und die beiden nächsten, Buchka und Stuebel scheiterten beide an Skandalen um Kolonialgesellschaften. Die deutsche Kolonialpolitik war in eine Sackgasse geraten und endete in zahlreichen Aufständen. Erst unter Reformgouverneur Rechenberg und dann dem Staatssekretär Dernburg knüpfte man wieder dort an, wo Kayser aufgehört hatte.

## Antisemitische und andere Anfeindungen
Kayser war einer der ganz wenigen Personen aus jüdischer Familie, die in höchste Staatsämter des Kaiserreichs aufstiegen. Ohne Protektion Bismarcks hätte er gegen die antijüdischen Vorbehalte keine Karriere machen können. Er hatte sehr unter antisemitischen Angriffen zu leiden. Dennoch kam sein Scheitern nicht durch antisemitische Kampagnen zustande. Kayser scheiterte als Liberaler. Ganz allgemein wurde die Reichspolitik zunehmend von Rechts bestimmt, der Neue Kurs des jungen Kaisers war längst aufgegeben. Kaysers Rücktritt fügt sich in die Reihe der Rücktritte auch des Handelsministers von Berlepsch und des Kriegsminister Bronsarts von Schellendorffs.
Ein gezielter antisemitischer Angriff fand 1891 statt, als der Geisteskranke Carl Paasch in zahlreichen über Deutschland verstreuten Broschüren und Büchern gegen die "Verjudung" des Auswärtigen Amtes unter Bismarck zu Felde zog. Kayser habe sich nur aus Karrieregründen taufen lassen und solle dennoch über die christliche Mission bestimmen. Seine Verteidigung des Branntweinhandels als wirtschaftlich notwendig am 11. Februar 1891, sei "echt jüdisch, sie hatte nicht allein den Geruch des Fusels, sondern noch mehr den des Talmud." Damals startete auch der Radauantisemit Ahlwardt seine Kampagnen, allerdings ohne Kayser persönlich zu nennen. In der damaligen Atmosphäre schrieb Kayser verbittert: „alle Mühe erfolgt, um beschimpft zu werden und dem zukünftigen arischen Nachfolger einen bequemen Sitz zu bieten.“ Auch im Sommer 1896 wurden noch einmal antisemitische Anspielungen gemacht und Kayser Mangel an "Ritterlichkeit" vorgeworfen; sein Nachfolger, Freiherr von Richthofen, sei schon "von Geburt her" charakterlich besser geeignet. Der nationalsozialistische Historiker Walter Frank schrieb 1943, Kayser sei „ein Glied in der Gesamtfront gewesen, in der Front jenes durch Taufe getarnten assimilierten Judentums, das sich langsam und zäh in die führenden Positionen des kaiserlichen Staates hineinschob, um eines Tages dem ganzen Stamm die Tore zu öffnen. Er wusste, dass er ein Glied im Aufmarsch seiner Rasse war.“ Auch der Vorwurf des "Verrats an Bismarck", nach dem Verrat an seinem Glauben, traf ihn heftig.
Kayser wurde aber hauptsächlich wegen der Inhalte seiner Kolonialpolitik angegriffen. Das billige Klischee des blutleeren Bürokraten, der vom grünen Tisch aus in Afrika bestimmen wolle, wurde benutzt, um sein Bemühen um eine rechtliche Ordnung in den Kolonien zu verspotten, das die rassistischen und brutalen Kolonialisten ärgerte. Kaysers "Repetitorenrecht" tauge nicht für "wüste Barbarenrotten". "Der preußische Assessor hat mit dem Gesetzbuch unter dem Arme seinen Einzug gehalten." Der Herr Beamte tyrannisiere „mit dünkelhafter Überhebung den Pflanzer, Kaufmann und Kolonisten.“ Am Reichsgericht in Leipzig mag es durchaus eine grundsätzlich antisemitische Einstellung gegeben haben, andererseits hatte Kayser sich durch seine Beziehungen hineingemogelt. Auch sein Freund Oehlschläger, der ihn auf diese freie Stelle aufmerksam gemacht hatte, ließ ihn fallen und wollte keine offizielle Empfehlung aussprechen. Kayser starb verbittert und resigniert in einer Situation totalen Scheiterns und Verlassenseins. Sein Schicksal birgt in sich sowohl das Scheitern als konvertierter Jude als auch das Scheitern des deutschen Liberalismus insgesamt.
Kaysers Bild im nationalsozialistischen Propagandafilm von 1941 "Carl Peters" folgt natürlich ganz der Darstellung bei Peters selbst und den Alldeutschen. Bismarck, in Wirklichkeit ein Gegner der Person von Peters und kolonialpolitisch eher bremsend, wird im Film dessen Freund; der "antienglische Scharfmacher" Kayser macht sich aus Angst vor England in die Hosen; er bekämpft Peters, weil er Angst hat, dieser wolle an seiner Stelle im Kolonialamt Karriere machen; seine Frau, die gegen Arendt bis 1907 einen verbissenen und erfolgreichen publizistischen Kampf führte, tritt im Film als eine Art Lady Macbeth auf, die ihrem Mann die Intrigen einflüstert. Es wird Kayser auch ein journalistisch tätiger Bruder zugeschrieben. Für diesen angeblichen Bruder dürfte Max Kayser das Vorbild gewesen sein, bei dem keine Verwandtschaft mit Kayser bekannt ist. Das Bild Kaysers in der Geschichtsschreibung ist bis heute zum großen Teil durch die Entstellungen durch die Alldeutschen und die Bismarckverehrer geprägt.
Sein Nachlass befindet sich heute im Bundesarchiv, zum Teil auch in der Staats- und Universitätsbibliothek Hamburg.